# We Have the Facts and We're Voting Yes
Albums de Death Cab for Cutie
Something About Airplanes
(1999) The Forbidden Love E.P
(2000)
We Have the Facts and We're Voting Yes (2000) est le second LP du groupe indie Death Cab for Cutie. Il est également sorti sous l’étiquette Barsuk. Dédicacé à Trevor Adams

## Liste des pièces
1. Title Track (Ben Gibbard) – 3:29
2. The Employment Pages (Gibbard) – 4:04
3. For What Reason (Gibbard) – 2:52
4. Lowell, MA (Gibbard/Walla) – 3:28
5. 405 (Gibbard) – 3:37
6. Little Fury Bugs (Gibbard) – 3:48
7. Company Calls (Gibbard/Harmer/Walla) – 3:19
8. Company Calls Epilogue (Gibbard) – 5:16
9. No Joy in Mudville (Gibbard/Harmer/Walla) – 6:03
10. Scientist Studies (Gibbard) – 5:56

## Distribution
- Benjamin Gibbard – voix, batterie, percussions, orgue
- Nicholas Harmer – basse
- Chris Walla – piano électrique, voix d’appoint, percussions, glockenspiel
- Nathan Good – batterie sur The Employment Pages et Company Calls Epilogue

## Crédits
Produit, enregistré et mixé par Christopher Walla.

## Autres
The Forbidden Love E.P. contient une version acoustique de 405 et une version alternative de Company Calls Epilogue.